# آرمسترانگ ویتورث اطلس
آرمسترانگ ویتورث اطلس (به انگلیسی: Armstrong Whitworth Atlas) یک هواگرد ساختِ کارخانهٔ آرمسترانگ ویتورث ایرکرفت در کشور بریتانیا است که در سال ۱۹۲۷ ساخته شد. نخستین استفاده‌کنندهٔ این هواپیما نیروی هوایی سلطنتی بریتانیا بوده‌است. این هواگرد برای نخستین بار در ۱۰ مه ۱۹۲۵ میلادی مورد استفاده قرار گرفت.